# Kirstine Smith
Kirstine Smith (Dinamarca, 12 de abril de 1878 - 11 de noviembre de 1939) fue una estadística danesa. Se le atribuye la creación del campo del diseño óptimo de experimentos.

## Biografía
Kristine Smith creció en la ciudad de Nykøbing Mors, Dinamarca. En 1903, se graduó de la Universidad de Copenhague con una licenciatura en matemáticas y física. Después, trabajó como secretaria del astrónomo y estadístico Thorvald Thiele y más tarde con el Consejo Internacional para la Exploración del Mar, para el cual fue autora de varios volúmenes sobre poblaciones de peces.
En 1916, Kristine Smith fue admitida en la Universidad de Londres para continuar su formación doctoral, Karl Pearson había fundado el primer departamento universitario de estadística. Fue alumna de Pearson quien la describió como “brillante” en una carta a Ronald Fisher. En Londres, produjo un artículo influyente en la revista Biometrika sobre la prueba χ² de Pearson, estimación chi cuadrado mínima del coeficiente de correlación. Lo que la convirtió en precursora de la teoría del diseño óptimo. Los desacuerdos sobre aspectos de su trabajo llevaron a una mayor fricción entre Pearson y Fisher. En su disertación, publicada en 1918, inventó el diseño óptimo en el que calculó diseños G-óptimos para la regresión polinomial de orden hasta 6. Después de terminar su doctorado se mudó a Copenhague, donde trabajó como investigadora para la Comisión de Investigación Oceánica de 1918 a 1924 y con Johannes Schmidt en el Laboratorio Carlsberg de 1920 a 1921. Abandonó la investigación después de obtener sus credenciales de enseñanza para convertirse en maestra de escuela secundaria.

## Artículos estadísticos seleccionados
- Smith, K. (1916). Sobre los 'mejores' valores de las constantes en las distribuciones de frecuencia. Biometrika, 11 (3), 262–276.
- Smith, K. (1918). Sobre las desviaciones estándar de los valores ajustados e interpolados de una función polinomial observada y sus constantes y la orientación que brindan para una adecuada elección de la distribución de las observaciones. Biometrika, 12 (1/2), 1–85.
- Smith, K. (1922). Las desviaciones estándar de los coeficientes de correlación fraternal y parental. Biometrika, 14 (1/2), 1–22.